# Јанг Џехун
Јанг Џехун (кореј. 양재훈, романизовано Yang Jae-hoon; 7. мај 1998), јужнокорејски је пливач чија специјалност су спринтерске трке слободним стилом. 

## Спортска каријера
Јанг је дебитовао на међународној пливачкој сцени на Светском првенству у Будимпешти 2017. где је пливао у квалификацијама трке на 50 слободно, а које је окончао на 55. месту у конкуренцији 119 пливача. 
Прве запаженије резултате у каријери је остварио на Азијским играма 2018. у Џакарти, где је пливао у четири финала, а најбољи резултати су му била два четврта места освојена у финалима штафетних трка на 4×100 и 4×200 метара слободним стилом.
На Универзијади 2019. у Напуљу остварио је пласмане на два пета места у тркама на 200 слободно и 4×100 мешовито, док је трку на 100 слободно завршио на осмом месту у финалу.  
Други уазстопни наступ на светским првенствима је „уписао” у корејском Квангџуу 2019. где је наступио у пет дисциплина. Пливао је у квалификацијама спринтерских трка слободним стилом, а најбољи резултат је остварио у трци на 50 слободно коју је завршио на 19. месту са испливаним новим националним рекордом у тој дисциплини (време од 22,26 секунди). Трку на 100 слободно завршио је на 29. месту. Пливао је и у штафетним тркама на  4×100 слободно (22), 4×100 мешовито (17) и 4×100 слободно микс (13. место).